# Râul Odra, Kupa
Odra este un râu din centrul Croației. Are 83 km lungime și bazinul său are o suprafață de 604 km². Izvorăște din munții Žumberak, la sud-vest de Zagreb. Curge spre est, trece la sud de Velika Gorica, apoi cotește spre sud-est, mai mult sau mai puțin paralel cu râul Sava. Se varsă în râul Kupa lângă Odra Sisačka⁠(d), chiar la nord-est de Sisak, și puțin în amonte de confluența Kupei cu râul Sava.
Cursul superior al Odrei a fost modificat semnificativ de oameni, prin săparea canalului Sava-Odra(-Sava) lung de 32 km la sud de Zagreb, ca măsură împotriva inundațiilor (proiectat ținând cont de debitele maxime din 1964⁠(d), 1973 și 1974, și pus în funcțiune pentru prima dată în 1979).
Au fost sugerate mai multe etimologii ale numelui „Odra”. Una este că provine de la cuvântul croat oderati („a tăia”). Cealaltă este că provine de la rădăcina indo-europeană *wodr (apă).